# Episodi di Thierry La Fronde (seconda stagione)
La seconda stagione della serie televisiva Thierry La Fronde è stata trasmessa in anteprima in Francia dalla RTF Télévision tra il 2 febbraio 1964 e il 26 aprile 1964.
| nº | Titolo originale               | Titolo italiano | Prima TV Francia | Prima TV Italia |
| -- | ------------------------------ | --------------- | ---------------- | --------------- |
| 1  | Les reliques                   |                 | 2 febbraio 1964  |                 |
| 2  | L'héritage de Pierre           |                 | 9 febbraio 1964  |                 |
| 3  | Le royaume des enfants         |                 | 16 febbraio 1964 |                 |
| 4  | Pierre précieuse et perle fine |                 | 23 febbraio 1964 |                 |
| 5  | Nous irons à Pontorson         |                 | 1º marzo 1964    |                 |
| 6  | Thierry contre les compagnons  |                 | 8 marzo 1964     |                 |
| 7  | Thierry et l'archiprêtre       |                 | 15 marzo 1964    |                 |
| 8  | Les espions                    |                 | 22 marzo 1964    |                 |
| 9  | La chronique oubliée           |                 | 29 marzo 1964    |                 |
| 10 | L'enfant d'Edouard             |                 | 5 aprile 1964    |                 |
| 11 | La bague du dauphin            |                 | 12 aprile 1964   |                 |
| 12 | Une journée tranquille         |                 | 19 aprile 1964   |                 |
| 13 | Brétigny                       |                 | 26 aprile 1964   |                 |